# Bryan McBride
Ne doit pas être confondu avec Brian McBride.
Bryan McBride (né le 10 décembre 1991 à Long Beach (Californie)) est un athlète américain, spécialiste du saut en hauteur.

## Carrière
Ses parents sont Roderick McBride, originaire du Belize, et Terilee Iwalani (Kamaka) McBride de Waikane, North Koolaupoko, Oahu, à Hawaï. 
Le 24 juin 2017, il égale son record à 2,30 m (obtenu le 2 mai 2015 à Tempe) pour remporter les championnats nationaux à Sacramento.

## Palmarès
| Date | Compétition        | Lieu             | Résultat | Marque |
| ---- | ------------------ | ---------------- | -------- | ------ |
| 2018 | Ligue de diamant   | Ligue de diamant | 8e       | 2,23 m |
| 2018 | Coupe continentale | Ostrava          | 6e       | 2,20 m |